# Hrasno (Kakanj, BiH)
Hrasno je naseljeno mjesto u općini Kakanj, Federacija Bosne i Hercegovine, BiH.

## Stanovništvo

### 1991.
Nacionalni sastav stanovništva 1991. godine, bio je sljedeći:
ukupno: 473
- Muslimani - 468
- Jugoslaveni - 2
- ostali, neopredijeljeni i nepoznato - 3

### 2013.
Nacionalni sastav stanovništva 2013. godine, bio je sljedeći:
ukupno: 410
- Bošnjaci - 400
- ostali, neopredijeljeni i nepoznato - 10